# Jardim
Jardim este un oraș în statul Ceará (CE) din Brazilia.